# Aftershock - Terremoto a New York
Catastrofe a New York (Aftershock – Earthquake in New York) è un film TV del 1999 diretto da Mikael Salomon, tratto dal libro di Chuck Scarborough.

## Trama
Mentre Dori Thorell (Sharon Lawrence) e suo figlio di 9 anni, Danny (Michal Suchánek), fanno colazione, Sam Thorell (Garwin Sanford) chiama dal suo viaggio di lavoro.  La ballerina Diane Agostini (Jennifer Garner) è al telefono con suo padre quando un frullatore si scuote dal bancone.  Congedandolo, conclude la telefonata e si precipita a una sessione di prove al New York City Ballet.  Viene rimproverata per il ritardo.  Il difensore pubblico Evie Lincoln (Lisa Nicole Carson) parla con il suo cliente Joshua Bingham (JR Bourne) del suo caso.  Quella sera, i tremori provocano una fuga di gas nel complesso di appartamenti di Diane.  Sebbene l'elettricità sia ancora accesa nell'edificio evacuato, il capo dei vigili del fuoco Thomas Ahearn (Tom Skerritt) invia il suo equipaggio all'interno.  L'edificio esplode, uccidendo diversi uomini.  A una festa a Gracie Mansion, la nonna di Evie Emily Lincoln (Cicely Tyson) la rimprovera per il ritardo.  Suo padre, il sindaco Bruce Lincoln (Charles S. Dutton), la costringe ad andare a un colloquio di lavoro in un grande studio legale.
Il giorno successivo, Ahearn lascia sua figlia, Christine, al liceo.  Esprime fastidio per le sue dimissioni per "vendicarsi" contro lo "stupido" sindaco per questioni di budget.  In tribunale, Giosuè viene ritenuto non colpevole di aver ucciso la moglie invalida.  Diane incontra suo padre a pranzo per prendere i soldi.  Quando se ne va, prende un taxi guidato dal recente immigrato russo Nikolai Karvoski (Fred Weller).  Un violento terremoto colpisce la città, abbattendo molti edifici e strutture.  Il taxi di Nikolai viene distrutto dai detriti che cadono, costringendo Nikolai e Diane a fuggire per la strada.  Una conduttura del gas esplode mentre il marciapiede si solleva tra di loro.  Diane gli salva la vita dopo essere caduto e ha preso fuoco.  Nel tunnel della metropolitana, il treno che Evie e Joshua stanno cavalcando deraglia dopo che il tunnel è crollato.  Dopo la fine del terremoto, Diane, accompagnata da Nikolai, torna al ristorante e trova suo padre ferito a morte.  Muore dopo averle detto che è orgoglioso di lei.  Nella metropolitana, Joshua vuole lasciare che l'autista gravemente ferito e gli altri sopravvissuti scendano, ma prima che possa convincere Evie e gli altri ad andarsene sentono qualcuno che chiede aiuto. 
Il capo Ahearn torna alla sua caserma dei pompieri per scoprire che l'edificio è parzialmente crollato.  Con il sistema di invio centrale inattivo, contatta Jillian Parnell (Erika Eleniak-Goglia), una giornalista della WCBS-TV, che sta sorvolando la città, per avere un aggiornamento sulla situazione.  Sia 1 Police Plaza che il municipio sono crollati e lui chiede loro di venire a prenderlo.  In chiesa, un'Emily ferita si sveglia e trova un adolescente (Ray J) che ha aiutato a trovare un lavoro che sta cercando nel suo portafoglio, ma si muove per cercare una via d'uscita dopo aver visto che è ancora viva.  Nonostante le sue proteste, Nikolai rimane inizialmente con Diane mentre cerca di trovare sua madre, ma alla fine si separano.  Ahearn vede che la scuola di sua figlia è crollata, ma continua a Central Park dove è stato allestito un campo temporaneo.  Trova il sindaco e accettano di ignorare le dimissioni di Ahearn e mettere da parte le loro differenze per aiutare i cittadini della loro città.  Una grande interruzione nella fogna sta provocando l'inondazione di centinaia di litri d'acqua nel sistema della metropolitana.
Ahearn va alla scuola di sua figlia dopo aver appreso che ci sono sopravvissuti.  Christine è tra i tre sopravvissuti, ma muore durante una scossa di assestamento prima che possano liberarla.  In chiesa, Emily scopre che il ragazzo non ha nome, solo il nome di una strada.  Gli chiede di prendere il nome del suo defunto figlio, Clayton, morto da bambino.  Poco dopo, riesce a scappare attraverso una frattura nel soffitto e ottenere aiuto.  Dori arriva alla scuola di Danny dove scopre che è bloccato all'ultimo piano e che i soccorsi stanno fallendo.  Sam arriva mentre Dori si prepara a scalare l'edificio per salvare il figlio.  Diane trova dei saccheggiatori nell'appartamento di sua madre, ma Nikolai arriva e trova un biglietto che dice che sua madre è da un amico.  Il sindaco arriva all'ospedale dove scopre che sua madre è morta.  Ringrazia Clayton per aver cercato di aiutarla e chiede ad Ahearn di provare ad aiutare il ragazzo, che è scoraggiato per non essere in grado di salvarla.
Nella metropolitana, Joshua, Evie e un altro sopravvissuto, Allen (Roger R. Cross), si allontanano dagli altri e trovano una scala per uscire.  Joshua sale, seguito da Evie.  Mentre Allen sta salendo, Joshua rompe la scala.  Conferma i crescenti sospetti di Evie sul fatto che abbia ucciso sua moglie e la attacca.  Quando sente arrivare qualcuno, cerca di scappare su un'altra scala ma una scossa di assestamento la rompe e viene ucciso.  Evie indica i suoi soccorritori dove stanno aspettando gli altri sopravvissuti.  Dori scala con successo la scuola, dove Danny deve saltare tra le sue braccia.  Il cavo si rompe, ma atterrano sani e salvi su un materassino gonfiato sottostante e si riuniscono a Sam.
Un anno dopo, la città viene mostrata ancora in fase di ricostruzione;  Il sindaco Lincoln e Ahearn ora sono amici intimi;  Dori e Sam vengono mostrati mentre insegnano a Danny come arrampicarsi su roccia;  e Diane è una prima ballerina e sposata con Nikolai.